# Ormož
Ormož là một khu tự quản (tiếng Slovenia: občine, số ít – občina) trong vùng Podravska của Slovenia. Ormož có diện tích 141.6 km2, dân số là theo điều tra ngày 31 tháng 3 năm 2002 là 12738 người. Thủ phủ khu tự quản Ormož đóng tại Ormož.